# Мария Лещинская
Мари́я Екатери́на Софи́я Фели́ция Лещи́нская (пол. Maria Katarzyna Zofia Felicja Leszczyńska, фр. Marie Catherine Sophie Félicité Leszczyńska, 23 июня 1703[…], Познань, Корона Королевства Польского — 24 июня 1768[…], Версаль или Версаль) — королева Франции, супруга короля Людовика XV. Дочь бывшего короля польского и великого князя литовского Станислава Лещинского и Екатерины Опалинской.

## Биография
С 1719 года жила вместе с отцом в изгнании в Висамбуре, где вела праведную и набожную жизнь. Среди претендентов на её руку был князь Шварценберг и маркиз де Куртанво, но в обоих случаях её отец был против. В 1720 году он начал вести переговоры с маркизой де При о браке дочери с герцогом Бурбонским. Будучи фавориткой герцога, де При подыскивала ему такую жену, на которую могла бы влиять. Её выбор пал на Марию Лещинскую, скромную, мягкую по характеру и бедную.
Во время переговоров умер регент Филипп II Орлеанский, и его место во главе французского правительства занял герцог Бурбонский, но это не изменило планов маркизы. Она послала своего живописца в Висамбур для написания портрета Марии Лещинской. Этот портрет так понравился маркизе и герцогу, что они решили женить короля Людовика XV на этой смиренной девушке. При французском дворе мало кто был доволен выбором невесты короля, начались интриги. Говорили, что она страдает падучей болезнью, что у неё на руке была рана и что она питала еретические религиозные идеи. В Висамбур был послан доктор для освидетельствования невесты, а у её духовника были наведены справки насчёт её набожности. Получив самые удовлетворительные ответы, герцог начал приготовления к свадьбе.
Брак по доверенности состоялся 15 августа 1725 года, официальная церемония прошла 4 сентября 1725 года в Королевской часовне Версальского дворца, жениху было 15 лет, а невесте — 22. Кандидатура невесты, дочери уже не царствовавшего монарха, была выбрана специально, чтобы не вмешивать Францию посредством брака в какую-либо политическую коалицию. Впрочем, в 1730-х годах Людовик пытался вновь отвоевать для своего тестя польский трон, но неудачно.
Поначалу брак был счастливым, принёс чете несколько детей, но разница в возрасте и склонность короля к любовным похождениям разрушили их союз. В придворной жизни, разменявшая четвёртый десяток, Мария была с 1730-х годов оттеснена на второй план, а ключевую роль при дворе (и в политике) играли сменявшие друг друга молодые фаворитки Людовика XV.
Единственный выживший сын короля и Марии, дофин Людовик, умер при жизни родителей; среди его детей (внуков Марии Лещинской) — Людовик XVI, Людовик XVIII и Карл X. Из шести выживших дочерей только самая старшая вышла замуж. Подробнее о потомстве Марии см. Людовик XV.

## Брак и дети
- муж: (с 4 сентября 1725) Людовик XV (15 февраля 1710 — 10 мая 1774), сын Людовика, герцога Бургундского и Марии Аделаиды Савойской. Пара имела 10 детей:
  - Мария Луиза Елизавета Французская (14 августа 1727 — 6 декабря 1759), жена Филиппа, герцога Пармского.
  - Генриетта Анна (14 августа 1727 — 10 февраля 1752), к которой неудачно сватался внук Регента Луи-Филипп Орлеанский.
  - Мария Луиза (28 июля 1728 — 19 февраля 1733).
  - Людовик Фердинанд, дофин Франции (4 сентября 1729 — 20 декабря 1765), отец Людовика XVI, Людовика XVIII и Карла X.
  - Филипп (30 августа 1730 — 7 апреля 1733), герцог Анжуйский.
  - Мария Аделаида (23 марта 1732 — 27 февраля 1800).
  - Виктория Луиза (11 мая 1733 — 7 июня 1799).
  - София Филиппина (27 июля 1734 — 3 марта 1782).
  - Тереза Фелисите (16 мая 1736 — 28 сентября 1744).
  - Мария Луиза (15 июля 1737 — 23 декабря 1787).